# Clay Evans (natation)
Clay Evans est un nageur canadien né le 28 octobre 1953 en Colombie.

## Biographie
Clay Evans dispute l'épreuve du 4 × 100 m 4 nages aux Jeux olympiques d'été de 1976 de Montréal et remporte la médaille d'argent aux côtés de Graham Smith, Stephen Pickell et Gary MacDonald.